# 김지선 (KBS)
김지선은 대한민국의 KBS의 보도본부 기자이다.

## 경력
- KBS 보도본부 기자